# Padre Noguera
Padre Noguera è un comune del Venezuela situato nello Stato del Mérida.
Il capoluogo del comune è la città di Santa María de Caparo.